# Liste der Einträge im National Register of Historic Places im Randolph County (Arkansas)

Lage des Randolph Countys in Arkansas

Die Liste der Einträge im National Register of Historic Places im Randolph County in Arkansas führt die Bauwerke und historischen Stätten im Randolph County auf, die in das National Register of Historic Places aufgenommen wurden.

## Legende
| NRHP | Historic Place    |
| HD   | Historic District |

## Aktuelle Einträge
| [ 2 ] | Name                                            | Bild                           | Eintragsdatum        | Lage | Ort                    | Beschreibung |
| ----- | ----------------------------------------------- | ------------------------------ | -------------------- | --- | ---------------------- | ------------ |
| 1     | Black River Bridge                              | Black River Bridge             | 1990 ID-Nr. 90000522 | Brücke des US 67 über den Black River 36° 15′ 16″ N, 90° 58′ 15″ W                                                   | Pocahontas             |              |
| 2     | Campbell Cemetery                               |                                | 2005 ID-Nr. 05000463 | Abseits der Muddy Lane an der Grenze zum Lawrence County 36° 10′ 59″ N, 91° 8′ 28″ W                                 | Südöstlich von Imboden |              |
| 3     | Cedar Grove School #81                          |                                | 2004 ID-Nr. 03001452 | Rund 8 km nördlich von Pocahontas am AR 115 36° 19′ 57″ N, 90° 57′ 6″ W                                              | Brockett               |              |
| 4     | Hillyard Cabin                                  |                                | 1994 ID-Nr. 94000851 | Westliche Seite der Old Burr Road, nordöstlich von Warm Springs 36° 29′ 2″ N, 91° 2′ 4″ W                            | Warm Springs           |              |
| 5     | Looney-French House                             |                                | 2004 ID-Nr. 04001035 | 1325 Deer Run Trail 36° 23′ 50″ N, 91° 7′ 22″ W                                                                      | Dalton                 |              |
| 6     | Marr’s Creek Bridge                             |                                | 2008 ID-Nr. 07001433 | South Bettis Street 36° 15′ 35″ N, 90° 58′ 19″ W                                                                     | Pocahontas             |              |
| 7     | Old Davidsonville State Historic Monument       |                                | 1974 ID-Nr. 74000499 | Nordöstlich von Black Rock am Ufer des Black River unweit der Grenze zum Lawrence County 36° 9′ 23″ N, 91° 3′ 23″ W  | Black Rock             |              |
| 8     | Old Randolph County Courthouse                  | Old Randolph County Courthouse | 1973 ID-Nr. 73000390 | Broadway Ecke Vance Street 36° 15′ 38″ N, 90° 58′ 10″ W                                                              | Pocahontas             |              |
| 9     | Old Union School                                |                                | 1993 ID-Nr. 93001203 | 504 Old Union Road 36° 15′ 41″ N, 91° 6′ 7″ W                                                                        | Birdell                |              |
| 10    | Old US 67, Biggers to Datto                     |                                | 2004 ID-Nr. 04001046 | Biggers-Reyno Road, 1st Street und County Road 111 36° 21′ 35″ N, 90° 46′ 37″ W                                      | Biggers                |              |
| 11    | Pocahontas Commercial Historic District         |                                | 2009 ID-Nr. 09000315 | Abgegrenzt durch Rice Street, Thomasville Street, Jordan Street und McDonald Street 36° 15′ 41,4″ N, 90° 58′ 13,6″ W | Pocahontas             |              |
| 12    | Pocahontas Post Office                          |                                | 2002 ID-Nr. 02000488 | 109 Van Bibber Street 36° 15′ 43″ N, 90° 58′ 16″ W                                                                   | Pocahontas             |              |
| 13    | Randolph County Courthouse                      | Randolph County Courthouse     | 1996 ID-Nr. 96000910 | Broadway Ecke North Marr Street 36° 15′ 39″ N, 90° 58′ 16″ W                                                         | Pocahontas             |              |
| 14    | Ravenden Springs School                         |                                | 2004 ID-Nr. 03001379 | AR 90 36° 18′ 52″ N, 91° 13′ 26″ W                                                                                   | Ravenden Springs       |              |
| 15    | Rice-Upshaw House                               |                                | 2004 ID-Nr. 04001107 | AR 93, rund 3 km südlich von Dalton 36° 25′ 2″ N, 91° 7′ 11″ W                                                       | Dalton                 |              |
| 16    | St. Mary’s AME Church-Pocahontas Colored School |                                | 2002 ID-Nr. 02000830 | 1708 Archer Street 36° 15′ 44″ N, 90° 58′ 53″ W                                                                      | Pocahontas             |              |

## Frühere Einträge
| [ 2 ] | Name                  | Bild | Eintragsdatum        | Lage            | Ort        | Beschreibung |
| ----- | --------------------- | ---- | -------------------- | --------------- | ---------- | ------------ |
| 1     | Daniel V. Bates House |      | 2002 ID-Nr. 79000457 | U.S. Highway 67 | Pocahontas |              |